# Laval (Mayenne)
Laval è un comune francese di 49 617 abitanti, capoluogo del dipartimento della Mayenne, nella regione dei Paesi della Loira.
I suoi abitanti si chiamano Lavallois.

## Monumenti e luoghi d'interesse
- Castello
- Basilica di Notre-Dame d'Avesnières
- Cattedrale di Laval
- Piazza 11 Novembre

## Società

### Evoluzione demografica
Abitanti censiti

### Educazione
- École supérieure d'informatique, électronique, automatique

## Amministrazione

### Cantoni

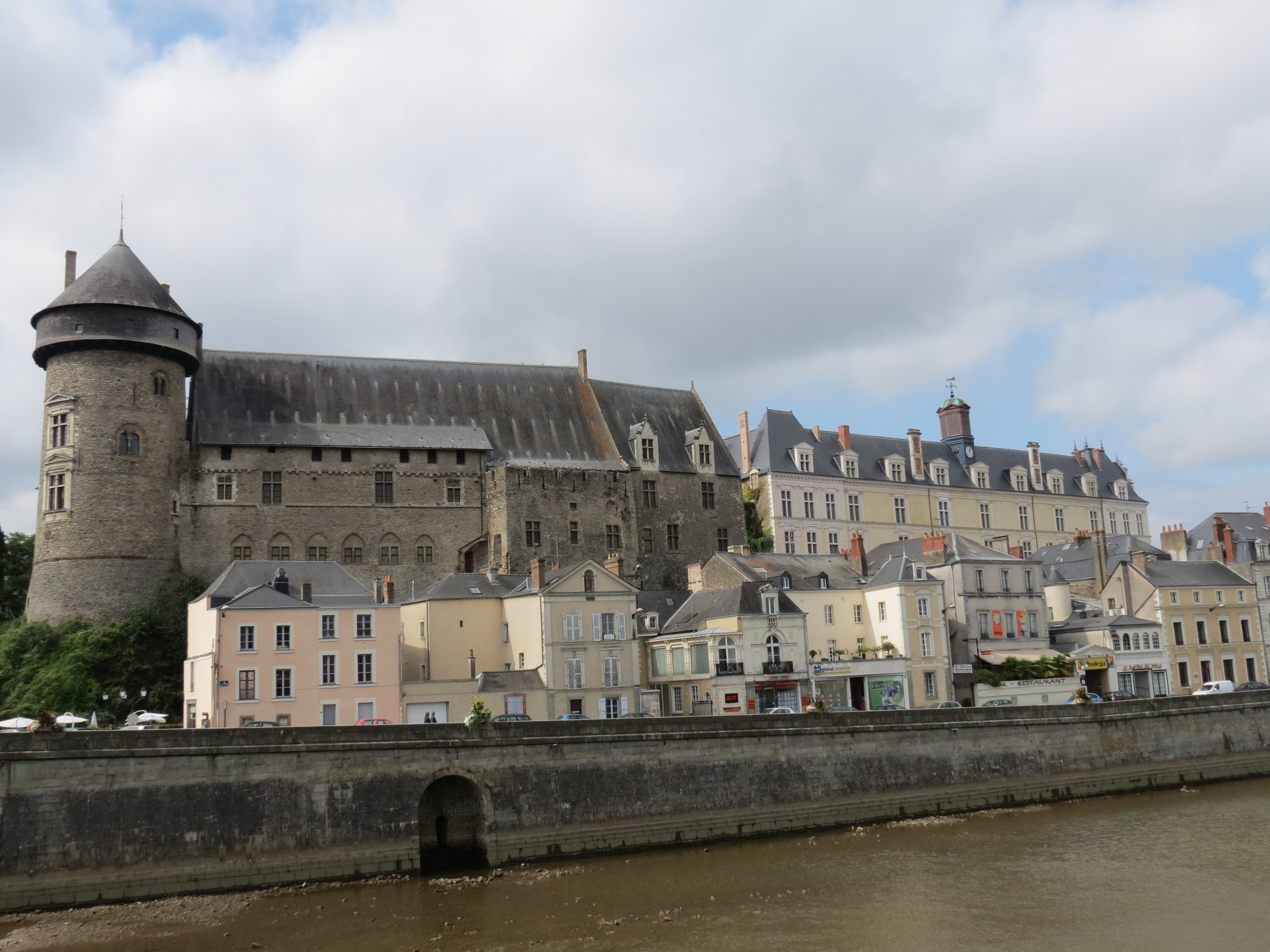
Veduta del Castello

Fino alla riforma del 2014, il territorio comunale della città di Laval era suddiviso in 5 cantoni:
- Cantone di Laval-Est
- Cantone di Laval-Nord-Est
- Cantone di Laval-Nord-Ovest
- Cantone di Laval-Saint-Nicolas
- Cantone di Laval-Sud-Ovest

A seguito della riforma approvata con decreto del 21 febbraio 2014, che ha avuto attuazione dopo le elezioni dipartimentali del 2015, il territorio comunale della città di Laval è stato suddiviso in 3 cantoni:
- Cantone di Laval-1
- Cantone di Laval-2
- Cantone di Laval-3

ciascuno comprende una parte della città. Nessun altro comune è incluso nei tre cantoni urbani.

### Gemellaggi
- Boston
- Mettmann
- Garango
- Gandia
- Laval
- Vătava
- Penisola Calcidica
- Modesto